# Religioni in Slovenia
CristianiMusulmaniAgnostici/ateiAltroCristianiMusulmaniAgnostici/ateiAltroReligioni in Slovenia
Il cristianesimo è la religione più diffusa in Slovenia. Secondo i dati del censimento del 2002 (l'ultimo in cui è stata chiesta l'affiliazione religiosa), i cristiani rappresentano circa il 61% della popolazione e sono in maggioranza cattolici (circa il 58% della popolazione); il 2,4% della popolazione segue l'islam, lo 0,1% della popolazione segue altre religioni, il 3,5% della popolazione è credente ma non segue alcuna religione, il 10% circa della popolazione professa l'ateismo e il 23% circa della popolazione non specifica la propria affiliazione religiosa. Tuttavia un'indagine statistica del 2015 dà i cristiani al 76,5% circa della popolazione, i musulmani al 2,5% circa della popolazione, coloro che seguono altre religioni al 3,5% della popolazione e coloro che non seguono alcuna religione al 10,5% circa della popolazione, mentre il 7% circa della popolazione non specifica la propria affiliazione religiosa. Stime dell'Association of Religion Data Archives (ARDA) riferite pure al 2015 danno i cristiani all'81% circa della popolazione, i musulmani al 2,5% circa della popolazione, coloro che seguono altre religioni allo 0,5% circa della popolazione e coloro che non seguono alcuna religione o non specificano la propria affiliazione religiosa al 16% circa della popolazione.
La costituzione riconosce la libertà religiosa e proibisce le discriminazioni religiose e l’incitamento all’odio religioso. La legge richiede alle organizzazioni religiose di registrarsi con il Ministero della Cultura; alle organizzazioni religiose non registrate non è permesso possedere beni immobili. Le organizzazioni religiose registrate possono fornire assistenza religiosa negli ospedali, nelle prigioni e nelle forze armate e gli stipendi dei cappellani sono pagati dallo stato; possono inoltre godere di agevolazioni fiscali e costruire edifici per scopi religiosi. Nelle scuole pubbliche è previsto un corso d’insegnamento sulle religioni mondiali; le organizzazioni religiose possono tenere corsi integrativi sulla loro fede religiosa su base volontaria e al di fuori del normale orario scolastico agli studenti i cui genitori ne abbiano fatto richiesta. Le scuole private possono organizzare liberamente corsi di religione anche durante l’orario scolastico.

## Religioni presenti

### Cristianesimo
Secondo un'indagine statistica del 2015, i cattolici rappresentano il 73,5% della popolazione, gli ortodossi il 2,3% della popolazione e i protestanti lo 0,8% della popolazione. Secondo stime dell'ARDA anch'esse del 2015, i cattolici sono circa il 77% della popolazione, gli ortodossi il 2,3% e i protestanti l'1,6%.
La Chiesa cattolica è organizzata in Slovenia con 2 sedi metropolitane e 4 diocesi suffraganee.
La Chiesa ortodossa è presente in Slovenia con la Chiesa ortodossa serba. Il territorio sloveno dipende dalla Metropolia di Zagabria e Lubiana, che ha sede in Croazia a Zagabria
In Slovenia i protestanti sono pochi e sono principalmente luterani; la maggior parte di essi risiede nella provincia dell'Oltremura. 

### Islam
I musulmani della Slovenia sono principalmente slavi musulmani in maggioranza di etnia bosniaca, con una minoranza di etnia slovena. Vi sono anche musulmani di etnia albanese. I musulmani presenti nel Paese sono quasi tutti sunniti.

### Altre religioni
In Slovenia sono presenti piccoli gruppi che seguono l'ebraismo, l'induismo, il buddhismo e la religione bahai.